# مکتب شیراز دوم

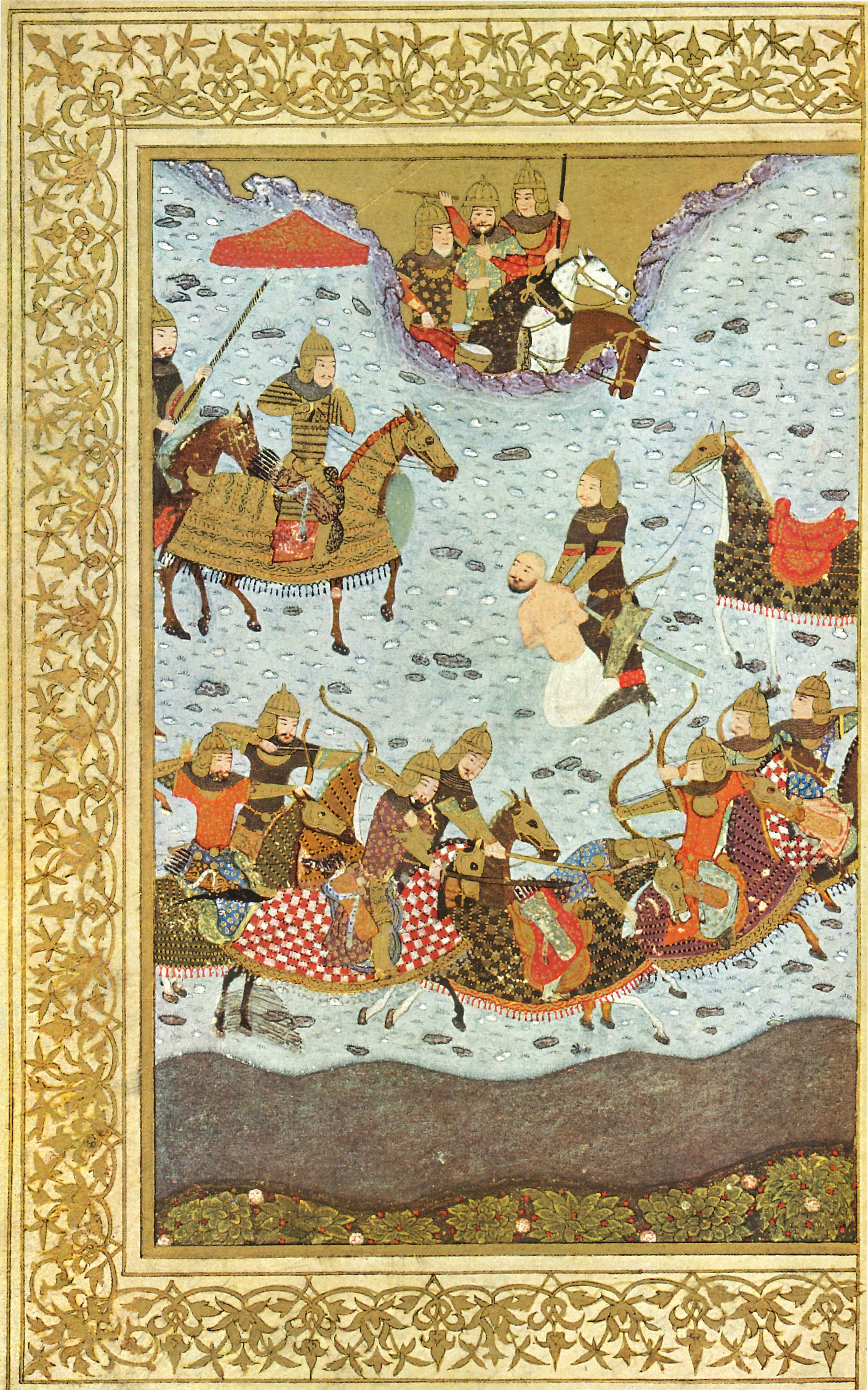
برگی از گلچین اسکندر سلطان، اسکندر داراب را زندانی می‌کند، حدود سده هشتم هجری، شیراز

مکتب شیراز دوم به مجموعه‌ای هنری که از اواخر سده هشتم هجری در شیراز و خصوصاً دوره تیموری تولید شده‌اند گفته می‌شود. پس از فروپاشی حکومت مغولان در سال ۷۷۱ ه‍.ق توسط تیمور، مکتب شیراز ادامه یافت و تأثیراتی را از مکتب تازه تأسیس جلایری هم دریافت کرد. از آثار این دوره گلچین اسکندر سلطان (۸۱۴ ه‍.ق)، شاهنامهٔ ابراهیم سلطان (۸۲۳ ه‍.ق) و خاوران نامهٔ ابن حسام با نگارگری فرهاد (۸۸۱ ه‍.ق) است.
در دوران تیموریان (سده۹ ه‍.ق) و حضور اسکندر سلطان و ابراهیم سلطان در شیراز زمینه برای بروز دوباره ویژگی‌های دیداری مکتب شیراز اول (سده۸) فراهم شد.

## سبک‌شناسی
قرینه‌سازی در نگاره‌های این مکتب به‌طور قابل ملاحظه‌ای دیده می‌شود و همچنین تضاد رنگی عناصر نگاره و پس زمینه آن، استفاده از ابرهای پیچان و سادگی در ترکیب‌بندی‌ها از مهم‌ترین ویژگی‌های دیداری این مکتب است.

خاوران نامه مربوط به مکتب شیراز سدهٔ ۹ (تیموری) - سرهای شعله‌گون مشخصهٔ اصلی نگاره‌های این کتاب است

## کتب مکتب شیراز (سده ۹)
- منتخبات اسکندر سلطان (۸۱۳ه‍.ق)
- شاهنامه ابراهیم سلطان (۸۳۷ه‍.ق)
- خاوران نامه (۸۸۳ه‍.ق)